# 고나가이역
고나가이역(일본어: 小長井駅)은 일본 나가사키현 이사하야시에 있는 규슈 여객철도 나가사키 본선의 역이다. 섬식 승강장 1면 2선의 구조를 지닌 지상역이다.

## 이용 현황
| 연도     | 하루 평균 승차 인원 |
| 2000년도 | 152                 |
| 2001년도 | 139                 |
| 2002년도 | 153                 |
| 2003년도 | 158                 |
| 2004년도 | 159                 |
| 2005년도 | 162                 |
| 2006년도 | 163                 |
| -------- | ------------------- |

## 역 주변
- 이사하야 만
- 이사하야 시청 고나가이 지소
- 고나가이 문화 홀

## 역사
- 1934년 12월 1일 : 철도성이 개설.
- 1987년 4월 1일 : 민영화에 의해, 규슈 여객철도로 이관.

## 인접 정차역
| 규슈 여객철도 나가사키 본선 | 규슈 여객철도 나가사키 본선 | 규슈 여객철도 나가사키 본선 |
| --------------------------- | --------------------------- | --------------------------- |
| 히젠오우라 도스 방면        |                             | 나가사토 나가사키 방면      |